# سمندر بزرگ آرام
سمندران بزرگ آرام (نام علمی: Dicamptodontidae) نام یک تیره از راسته سمندرسانان است.